# Rouvres-Saint-Jean
Rouvres-Saint-Jean – miejscowość i gmina we Francji, w Regionie Centralnym, w departamencie Loiret.
Według danych na rok 1990 gminę zamieszkiwały 193 osoby, a gęstość zaludnienia wynosiła 19 osób/km² (wśród 1842 gmin Centre, Rouvres-Saint-Jean plasuje się na 946. miejscu pod względem liczby ludności, natomiast pod względem powierzchni na miejscu 1138.).